# Hrabia Plymouth

## Informacje ogólne
- Dodatkowymi tytułami hrabiego Plymouth są:
  - wicehrabia Windsor (od 1905 r.)
  - baron Windsor (od 1529 r.)
- Najstarszy syn hrabiego Plymouth nosi tytuł wicehrabiego Windsor
- Rodową siedzibą hrabiów Plymouth jest Oakly Park niedaleko Ludlow w Shropshire

## Lista hrabiów Plymouth
Hrabiowie Plymouth 1. kreacji (parostwo Anglii)
- 1675–1680: Charles FitzCharles, 1. hrabia Plymouth

Hrabiowie Plymouth 2. kreacji (parostwo Anglii)
- 1682–1687: Thomas Hickman-Windsor, 1. hrabia Plymouth
- 1687–1725: Other Windsor, 2. hrabia Plymouth
- 1725–1732: Other Windsor, 3. hrabia Plymouth
- 1732–1771: Other Lewis Windsor, 4. hrabia Plymouth
- 1771–1799: Other Hickman Windsor, 5. hrabia Plymouth
- 1799–1833: Other Archer Windsor, 6. hrabia Plymouth
- 1833–1837: Andrews Windsor, 7. hrabia Plymouth
- 1837–1843: Henry Windsor, 8. hrabia Plymouth

Hrabiowie Plymouth 3. kreacji (parostwo Zjednoczonego Królestwa)
- 1905–1923: Robert George Windsor-Clive, 1. hrabia Plymouth
- 1923–1943: Ivor Miles Windsor-Clive, 2. hrabia Plymouth
- 1943 -: Other Robert Ivor Windsor-Clive, 3. hrabia Plymouth

Następca 3. hrabiego Plymouth: Ivor Edward Other Windsor-Clive, wicehrabia Windsor
Następca wicehrabiego Windsor: Robert Other Ivor Windsor-Clive